# Ascidia urnalia
Ascidia urnalia är en sjöpungsart som beskrevs av Monniot 1994. Ascidia urnalia ingår i släktet Ascidia och familjen Ascidiidae.
Artens utbredningsområde är Indiska oceanen. Inga underarter finns listade i Catalogue of Life.